# 岡本おさみ
岡本 おさみ（おかもと おさみ、1942年1月15日 - 2015年11月30日）は、日本の作詞家。

## 経歴・人物
鳥取県米子市出身。鳥取県立米子東高等学校、日本大学卒業。兄は浅見光彦ミステリーなどを手掛けた脚本家の岡本克己。
放送作家から作詞家に転身し、主にフォーク黎明期に活躍した。作曲者としての吉田拓郎とのコンビで知られ、森進一が歌って第16回日本レコード大賞を受賞した「襟裳岬」をはじめ多くの作品を生んだ。
1980年にリリースされた吉田拓郎のアルバム『アジアの片隅で』では、岡本らしいメッセージ性の濃い歌詞を提供している。強烈なメッセージ性を有した表題曲「アジアの片隅で」は12分を超える大作である。
SIONとはデビュー前から交流があり、音楽雑誌の新譜ジャーナルで連載していた『うたのことばが聴こえてくる』でデビュー前のシオンや共同作業中の詞を紹介している。ちなみに1985年にSIONが自主製作でリリースしたミニアルバム『新宿の片隅で』の歌詞「街は今日も雨さ」「俺の声」「クロージング・タイム」「ノック・オン・ザ・ハート」は全曲岡本とSIONの共作である。1986年のメジャーデビューアルバム『SION』においては前述の数曲以外に「SORRY BABY」「レストレス・ナイト」「コンクリート・リバー」を、同年の1stシングルでは「俺の声」のカップリング曲「ハード・レイン」の歌詞も共作している。
1993年には作曲家の水野修孝と組んでミュージカル『泣きたくなったら笑うんだ』を制作した。
2002年に夏川りみのアルバムにいくつかの作品を提供、これを機に夏川の伴奏や作・編曲を務めていた吉川忠英との旧交を温め、翌年に彼の作品を様々なアーティストが歌ったアルバム『岡本おさみ アコースティックパーティー with 吉川忠英』が制作された。
2015年11月30日、心不全のため死去。73歳没。
2024年11月30日、出身地の鳥取県米子市にある米子市公会堂の前庭に、全国のファンから集まった資金で「岡本おさみ音楽記念碑」が建立された。

## 主な作品
- 泉谷しげる
  - 黒いカバン
- 太田裕美
  - Smile
- 大橋純子
  - 坂の上の家
- ガチャピン
  - たべちゃうぞ（補作詞）
- 岸田智史
  - きみの朝
- 桜井久美
  - おはよう
- 桜田淳子
  - 夕暮れはラブ・ソング
- ザ・バッド・ボーイズ
  - ビートルズが教えてくれた
- 白季千加子
  - おてんとさま嫌い
  - 夜風
  - 東京風来坊
- 時任三郎
  - 川の流れを抱いて眠りたい
- 猫
  - 地下鉄にのって
- ネーネーズ
  - 黄金の花
- 中村雅俊
  - 雨のハイウェイ
- 南こうせつ
  - 愛する人へ
  - オハイオの月
  - 思い出にしてしまえるさ
  - こんな静かな夜
  - ねがい
  - 満天の星
  - 美映子
- 森進一
  - 襟裳岬
  - ウイスキー色の街で
- 森山良子
  - 歌ってよ夕陽の歌を
- 由紀さおり
  - ルーム・ライト (室内灯)
- 吉田拓郎
  - 蒼い夏
  - 愛の絆を
  - アジアの片隅で
  - いくつもの朝がまた
  - いつか夜の雨が
  - いつも見ていたヒロシマ
  - 襟裳岬
  - おきざりにした悲しみは
  - 悲しいのは
  - 君去りし後
  - こっちを向いてくれ
  - 子供に
  - サマーピープル
  - 暑中見舞い
  - 聖なる場所に祝福を
  - 旅の宿
  - 月夜のカヌー
  - 都万の秋
  - 野の仏
  - 花嫁になる君に
  - ひらひら
  - Voice
  - 歩道橋の上で
  - 祭りのあと
  - まにあうかもしれない
  - マンボウ
  - もうすぐ帰るよ
  - 夢を語るには
  - 落陽
  - リンゴ
- よしだたくろう & かまやつひろし
  - 竜飛崎

## ディスコグラフィ

### アルバム
| 発売日         | タイトル | 規格           | 規格品番       |
| Asylum Records | Asylum Records | Asylum Records | Asylum Records |
| -------------- | --- | -------------- | -------------- |
| 1978年9月10日  | 風なんだよ A面 1. さよならバイバイ 2. インドのへそ 3. ぼくの足は旅路の道 4. 夜が孤独を 5. 風なんだよ B面 1. 椅子 2. さち 3. コーヒーブルース 4. 襟裳岬 5. グッド・モーニング・サンシャイン 6. 祭のあと | LP             | L-10128Y       |
| 2025年4月16日  | 風なんだよ A面 1. さよならバイバイ 2. インドのへそ 3. ぼくの足は旅路の道 4. 夜が孤独を 5. 風なんだよ B面 1. 椅子 2. さち 3. コーヒーブルース 4. 襟裳岬 5. グッド・モーニング・サンシャイン 6. 祭のあと | 配信           |                |